# Малая Арда
Малая Арда (мар. Кучмыжвал) — деревня в Килемарском районе Республики Марий Эл. Входит в состав Ардинского сельского поселения.

## География
Находится в западной части республики Марий Эл на левобережье Волги на расстоянии приблизительно 42 км по прямой на юг от районного центра посёлка Килемары.

## История
Образована переселенцами из села Арда. В 1856 году в 59 дворах проживали 278 человек, в 1868 году насчитывалось 87 дворов. В 1921 году в деревне проживали 237 человек (мари), в 1933 году 267 человек, из них 204 мари, 63 русских, в 1939 году 284 человека. В советское время работали колхозы «Борьба» и «Ударник» совхоз «Ардинский», с 1996 года колхоз «Озерки»..

## Население
Население составляло 279 человек (мари 85 %) в 2002 году, 251 в 2010.